# 黃偉俊
黃偉俊（Wong Wai Jun，1997年6月9日—），馬來西亞男子羽毛球運動員。

## 簡歷
2016年10月，黃偉俊與謝定峰合作出戰瑞士羽毛球國際賽男子雙打項目，在決賽中以0比2的成績（18-21、12-21）不敵隊友兼賽會頭號種子吳世飛/努·伊祖丁組合，屈居亞軍。

## 主要比賽成績
只列出曾進入準決賽的國際賽事成績：
| 年份   | 賽事             | 公開賽級別 | 項目     | 拍檔   | 成績 |
| ------ | ---------------- | ---------- | -------- | ------ | ---- |
| 2016年 | 瑞士羽毛球國際賽 | 國際系列賽 | 男子雙打 | 謝定峰 | 亞軍 |

| 2007-2017年 | 首要超級賽 | 超級賽 | 黃金大獎賽 | 大獎賽 | 國際挑戰賽 | 國際系列賽 | 未來系列賽 | 其他 |

| 2018-2026年 | 總決賽 | 超級1000賽 | 超級750賽 | 超級500賽 | 超級300賽 | 超級100賽 | 國際挑戰賽 | 國際系列賽 | 未來系列賽 | 其他 |